# Щербовцы
Щербовцы (укр. Щербівці) — село в Новоушицком районе Хмельницкой области Украины.
Население по переписи 2001 года составляло 355 человек. Почтовый индекс — 32630. Телефонный код — 3847. Занимает площадь 2,072 км². Код КОАТУУ — 6823386003.

## Местный совет
32633, Хмельницкая обл., Новоушицкий р-н, с. Малая Стружка